# سیارک ۲۲۱۵۱
سیارک ۲۲۱۵۱ (به انگلیسی: 22151 Davebracy، نامگذاری:2000WM56) بیست و دو هزار و صد و پنجاه و یکمین سیارک کشف شده‌است که در ۲۱ نوامبر ۲۰۰۰ کشف شد.
قدر مطلق سیارک برابر ۱۳.۵ است.